# Estación de Pinhal Novo
La Estación Ferroviária de Pinhal Novo, igualmente conocida como Estación de Pinhal Novo, es una estación ferroviaria de la Línea del Sur, que funciona como plataforma con la Línea del Alentejo, y que sirve a la localidad de Pinhal Novo, en el ayuntamiento de Palmela, en Portugal.

## Descripción

### Localización y accesos
Esta plataforma se encuentra junto a la Avenida José Maria dos Santos, en la localidad de Pinhal Novo.

### Vías y plataformas
La estación disponía, en enero de 2011, de cuatro vías de circulación, con 491, 393, 301 y 328 metros de longitud; las cuatro plataformas tenían todas 90 centímetros de altura, y presentaban 300, 343 y 264 metros de extensión.

## Historia

### sigloXIX
El tramo entre Barreiro y Bombel de la Línea del Alentejo, donde esta estación se sitúa, entró en servicio el 15 de junio de 1857; el primer tramo de la Línea del Sado, entre Pinhal Novo y Setúbal, abrió el 1 de febrero de 1862.

### sigloXX
En 1932, fue concluida la segunda vía entre Lavradio y Pinhal Novo, que fue inaugurada en agosto del mismo año.
En 1933, un despacho ministerial aprobó, después de una declaración favorable del Consejo Superior de Obras Públicas, un proyecto, propuesto por la Compañía de los Caminhos de Ferro Portugueses, para la ampliación de la Estación de Pinhal Novo. En julio, el Ministro de las Obras Públicas, Transportes y Comunicaciones ya había autorizado la adjudicación de esta contrato al empresario Amadeu Gaudêncio, por 345.000$00.
Este proyecto, que se inició en el mismo año, estaba incluido en un programa de mejoras en la División del Sur y Sudeste de la Compañía de los Caminhos de Ferro Portugueses; las obras consistirán en la prolongación de las vías de conexión entre las Líneas del Sado y del Sur y el Ramal de Montijo, y en la construcción de varias viviendas para trabajadores de los ferrocarriles, un nuevo edificio de la estación, nuevos muelles, y un pozo de grandes dimensiones para abastecer la estación, con una bomba elevadora para el depósito. Fue, igualmente, edificado un viaducto en las proximidades de la estación, para sustituir un paso a nivel de la ruta entre Montijo y Setúbal. Las obras fueron visitadas por el ministro de Obras Públicas en una viaje de inspección de las obras ferroviarias en la región Sur del país.